# Francisco Rovira y Escuder
 Francisco Rovira y Escuder (né vers 1375 à Morella en Espagne,  et mort  le 22 novembre 1450 à Valence ) est un pseudo cardinal espagnol du XVe siècle créé par l'antipape d'Avignon Clément VIII .

## Biographie
Rovira étudie à l'université de Perpignan. Il est chanoine à Majorque, secrétaire de l'antipape Bénoît XIII et agent confidentiel du roi Alphonse V d'Aragon,  el Magnánimo.
L'antipape Clément VIII le crée cardinal lors du consistoire du 26 juillet 1429. Le même jour l'antipape reconnaît le pape Martin V. Les trois pseudo-cardinaux d'Avignon présents, Julián Lobera y Valtierra, Francisco Rovira   et  Gil Sánchez Muñoz (el joven) , choisissent Oddone  Colonna comme leur pape. Ils sont pardononnés par Martin V et présentent leur résignation au cardinalat.  